# Jewhen Nyschtschuk

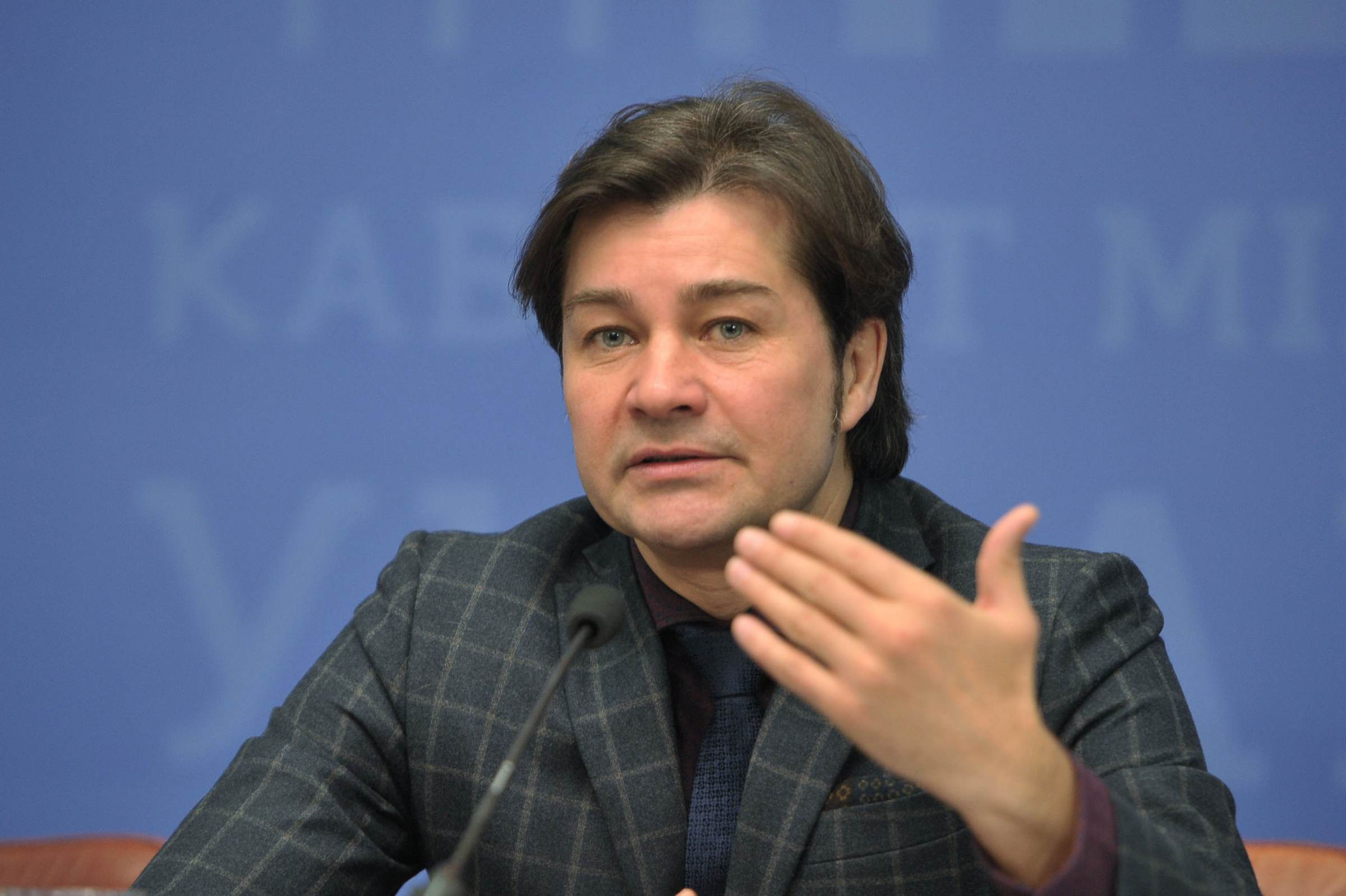
Jewhen Nyschtschuk 2017

Jewhen Mykolaiowytsch Nyschtschuk (ukrainisch Євген Миколайович Нищук; * 29. Dezember 1972 in Iwano-Frankiwsk, Ukrainische SSR) ist ein ukrainischer Schauspieler, politischer Aktivist und Politiker. Von April 2016 bis zum 29. August 2019 war er Kulturminister der Ukraine.

## Leben
1995 schloss Jewhen Nyschtschuk sein Studium an der Kiewer Nationalen Universität für Theater, Film und Fernsehen „Iwan Karpenko-Karyj“ ab und wurde Schauspieler unter anderem am Kiewer akademischen Theater & Kunstwerkstatt „Konstellation“ und am Nationalen Iwan-Franko-Schauspielhaus.
Während der Unruhen der Orangen Revolution 2004 und des Euromaidan 2013/14 beteiligte er sich aktiv auf den Bühnen des Unabhängigkeitsplatzes.
Jewhen Nyschtschuk war zwischen dem 26. Februar 2014 und dem 2. Dezember 2014 im ersten Kabinett Jazenjuk und war erneut seit dem 14. April 2016 im Kabinett Hrojsman Kulturminister der Ukraine.

## Privates
Nyschtschuk lebt in Kiew, ist verwitwet und Vater eines Sohnes.

## Ehrungen
- 27. März 2015 Volkskünstler der Ukraine[6]
- 23. August 2005 Verdienter Künstler der Ukraine[7]